# Bildungsgeschichte der Vereinigten Staaten

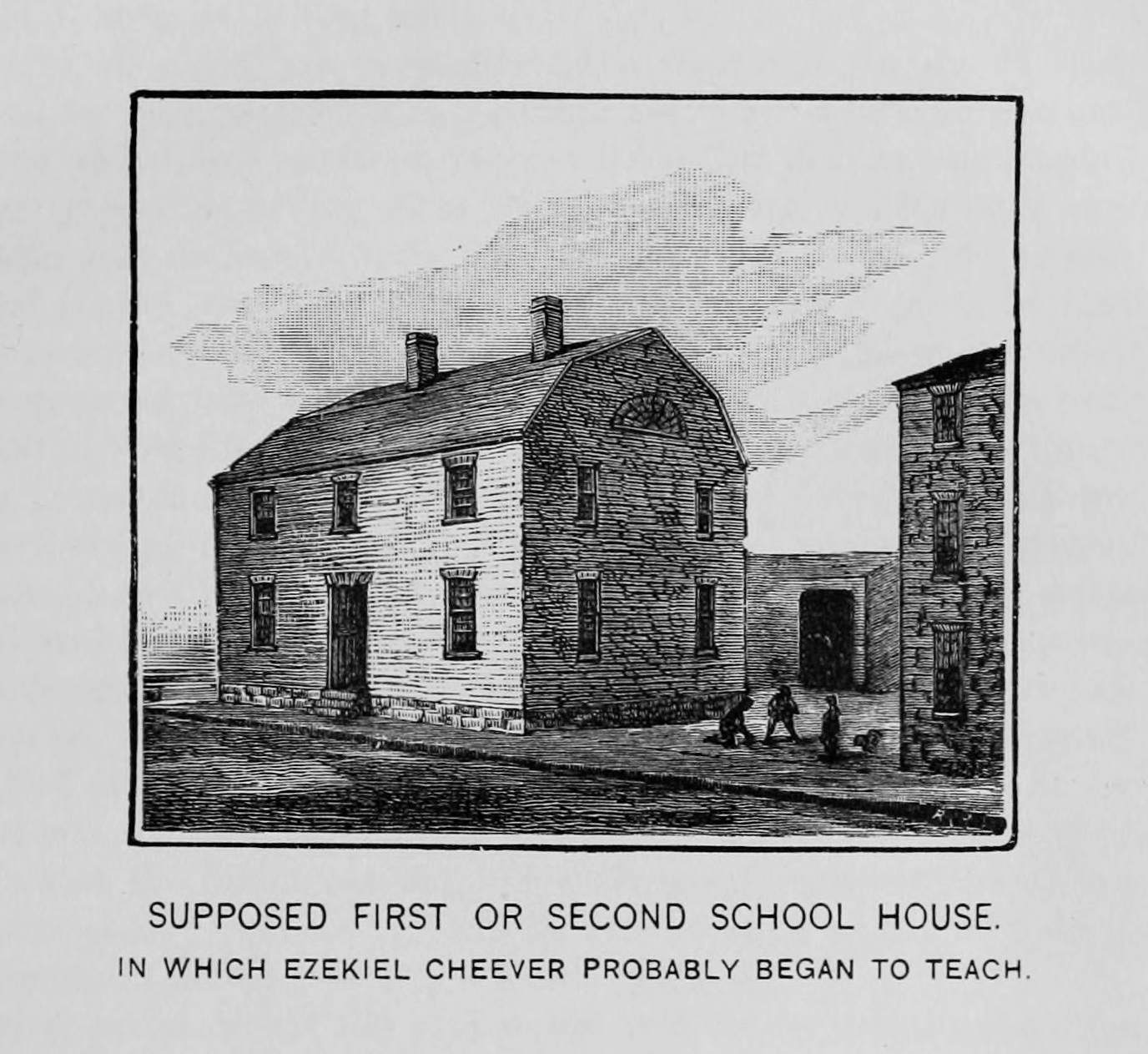
Erstes Gebäude der Boston Latin School

Die Bildungsgeschichte der Vereinigten Staaten reicht von der Kolonialzeit im 17. Jahrhundert bis ins 21. Jahrhundert. Sie erklärt viele Eigenheiten im Bildungssystem in den Vereinigten Staaten. Dazu gehören die puritanisch-konfessionellen Anfänge, die Vielfalt der Ansätze in den verschiedenen Staaten mit ihren sehr unterschiedlichen Lebensweisen sowie das Einwirken der Immigration und Rassenfrage. Die USA sind heute die unbestritten führende Wissenschaftsnation (Hochschulranking, Nobelpreise) in der Welt, während das Schulsystem eher mittelmäßig wirkt, teilweise sogar antiwissenschaftlich (Kreationismus). Neben staatlichen Schulen gibt es viele private mit besonderer religiöser Ausrichtung, auch jüdische und zunehmend muslimische Schulen.

## Kolonialzeit und Unabhängigkeit
Als älteste Schulen auf dem heutigen US-Territorium gelten die Collegiate School (New York City) (umstritten 1628), die Boston Latin School (1635) und Harvard College (1636) in Boston. Sie orientierten sich an niederländischen und englischen Vorbildern der Grammar School und sollten den Nachwuchs an Geistlichen sichern. Demnach standen die alten Sprachen und Religion im Vordergrund. Die puritanisch-religiöse Ausrichtung der Einwanderer begünstigte die Ausbreitung einer Elementarbildung zur Bibellektüre in Grundschulen und Lateinschulen. Das früheste Schulgesetz wurde in Massachusetts 1642 erlassen (The Olde Deluder Law) und sah eine private Pflichtfinanzierung vor. Die Alphabetisierung in Neuengland lag sehr hoch. Weitere Gründungen waren die Roxbury Latin School (1645), die Cambridge Latin School (1648), die Hopkins School (1660) in New Haven (Connecticut), die William Penn Charter School und die Friends Select School (Quäker) in Philadelphia (beide 1689). Für höhere Studien wurden privat Colleges gegründet: das College of William & Mary in Virginia (1693), die King William’s School in Maryland (1694), das Yale College (1701) und das College of New Jersey (heute Princeton, 1746), King’s College in New York City (heute Columbia, 1784), für deutsche Immigranten in Philadelphia die Germantown Academy (1759). Benjamin Franklins Proposals Relating to the Education of Youth in Pensilvania schlugen 1749 eine allgemeine Schulbildung vor, noch ohne öffentliche Steuern dafür vorzusehen. Als Thomas Jefferson 1779 eine öffentliche Finanzierung in Virginia vorschlug, fand er noch keine Zustimmung.
Nach 1780 wurden die Schulen meist private Akademien, im frühen 19. Jahrhundert hießen sie oft Vorbereitungsschulen (prep schools): Phillips Academy in Andover (Massachusetts) (1778), Phillips Exeter Academy in Exeter (New Hampshire) (1781), und Deerfield Academy in Deerfield (Massachusetts) (1797).
In den Südstaaten setzten die Pflanzer mehr auf private Hauslehrer und verwehrten der öffentlichen Bildung die Mittel, in Virginia entstand die private Norfolk Academy (1728) und in Augusta (Georgia) die Academy of Richmond County (1783). Im teils katholischen Maryland betrieben die Jesuiten einige Schulen, die erste Mädchenoberschule stand in New Orleans, die Catholic Ursuline Academy (1727), die der Ursulinenorden betrieb. Hier wurden auch afroamerikanische und Indianermädchen aufgenommen. Die älteste staatliche Universität der USA ist die 1785 in Athens gegründete University of Georgia, die aber erst 1804 die ersten Abschlüsse vergeben konnte. Der aus Connecticut stammende Senator Abraham Baldwin wollte hier seine Universität Yale nachbauen.

## Federal Era bis zum Sezessionskrieg
Der Census 1840 zeigte, dass etwa 55 % der 3,68 Mio. Kinder zwischen fünf und fünfzehn Jahren Grundschulen oder Akademien besuchten. Viele Familien benötigten Kinderarbeit für das Einkommen. Für die afroamerikanische Bevölkerung sah es mit einem Schulbesuch meist schlecht aus.
Der erste Kindergarten der USA wurde 1854 in Watertown (Wisconsin) durch eine deutsche Mutter eröffnet. Die erste High School in der Geschichte des Landes war die 1821 eingerichtete Boston English High School. Anders als an traditionellen Schulen, insbesondere vor Ort die Boston Latin School, wurden nicht die akademischen Fächer (alte Sprachen, Geschichte, Religion), sondern auch Englisch, Geografie, Navigation, Naturwissenschaften und moderne Fremdsprachen gelehrt. Der Schulleiter George B. Emerson gründete 1823 parallel eine erste High School für Mädchen. Mit Rücksicht auf den wachsenden Bedarf an Lehrerinnen folgte 1852 die Boston Girl’s High and Normal School. In Philadelphia entstand 1838 die Central High School, die von 1849 an auch Collegeabschlüsse verlieh, und in New York City 1847 die Free Academy of the City of New York. Für viele Schwarze gab es eine berufliche Zwangslehre in Form der Forced apprenticeship, die erst 1919 abgeschafft wurde.
Der Rechtsanwalt Horace Mann wurde ab 1837 im neu geschaffenen Education Board zum Schulreformer von Massachusetts, dessen Konzept von freier, nicht an eine bestimmte Kirche gebundener und steuerfinanzierter Bildung viel Unterstützung fand, aber bei Privat- und christlichen sectarian Schulen auf Widerstand traf. Mann sprach als erster von einem Bürgerrecht auf Bildung, die auch die Befähigung zur Wahrnehmung der Bürgerpflichten einschließen müsse. Er gründete 1839 auf der Nordostecke des Platzes der historischen Schlacht von Lexington zur besseren Lehrerausbildung die erste Normalschule des Staates, die später zur Framingham State University aufstieg. Dabei wurden vor allem Frauen aufgenommen, die als die besseren Lehrkräfte galten (Feminisierung). Zuvor war die erste in den USA 1823 in Concord (Vermont) von Samuel Read Hall gegründet worden.

## Nationale Einheit und Reformprozesse

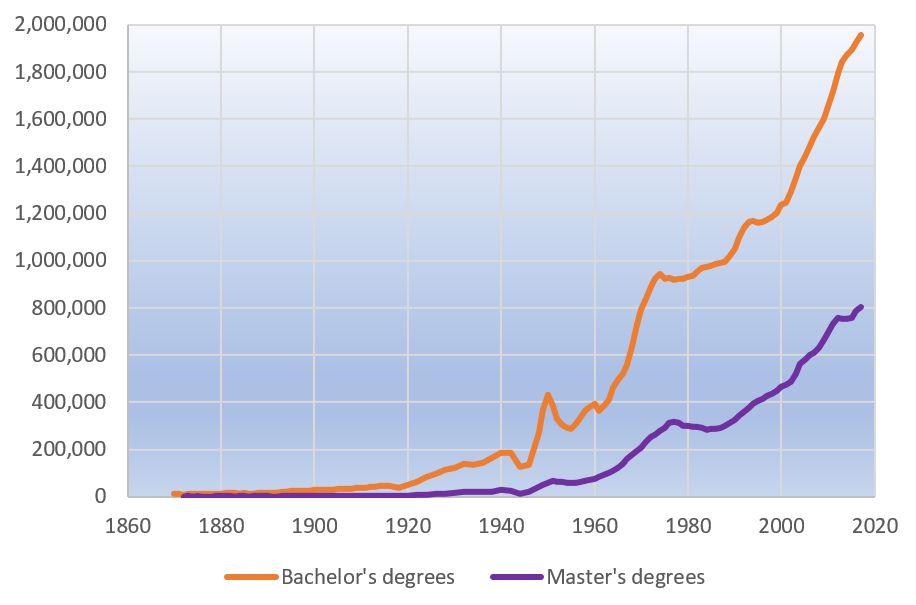
Verleihung von Bachelor- und Mastergraden pro Jahr 1870–2017

Nach dem Bürgerkrieg begannen mehrere parallele Entwicklungen im Bildungssystem: 1) die faktische Durchsetzung einer allgemeinen Schulpflicht bis in die unteren Schichten, 2) die Integration der Afroamerikaner in das Bildungssystem, 3) die Stärkung der höheren Frauenbildung und 4) die Expansion der höheren Bildung über die High Schools und Colleges.
Von 1880 bis 1910 wurden die High Schools zu allgemeinbildenden Schulen, die nicht zwingend auf ein akademisches College vorbereiteten. Von 7 % der Jugendlichen von 14 bis 17 Jahren wuchs der Besuch auf 32 % im Jahr 1920. Erst 34 Staaten hatten um 1900 eine Schulpflicht, vier im Süden. Um 1910 besuchten 72 % der Kinder eine Schule, meist eine einräumige Kleinschule. Doch nach dem Ersten Weltkrieg 1918 gab es überall eine allgemeine Schulpflicht, auch für die Schwarzen.
Durch den Morrill Act 1862 wurden die Bundesstaaten aufgefordert, ihnen vom Bund zugeteilten Landbesitz zur Einrichtung von Colleges zu nutzen (Land-grant-Universities), deren Schwerpunkte die Agrarwirtschaft, das Ingenieur- und Militärwesen sein sollten. Private Stifter richteten weitere neue Universitäten ein: so die Vanderbilt University 1875, die Stanford University 1891. So steigerten sich die Studentenzahlen alle 15 Jahre um das Doppelte.
Die Hochschulen und Universitäten blieben den Schwarzen lange verschlossen, doch für die theologische und Lehrerausbildung wurden sie gebraucht. Im Quäkerstaat Pennsylvania öffneten sich zuerst 1837 die heutige Cheyney University und 1854 die Lincoln University in Chester County. In Washington D. C. eröffnete 1851 die Pädagogin und Abolitionistin Myrtilla Miner die Normal School for Coloured Girls, um Lehrerinnen auszubilden. Ebenso in Washington D.C. bestand bereits seit 1867 die private Howard University, die Schwarzen ein Studium möglich machte wie die von ehemaligen Sklaven 1867 gegründete, öffentliche (spätere) Alabama State University. Booker T. Washington entwickelte für Schwarze ab 1881 in der Tuskegee University (Alabama) eine berufsbildende Schule. Er schloss 1895 den Kompromiss von Atlanta, der die Berufsbildung gegen den Verzicht auf Universitätsbildung vorsah. Erst 1903 stellten einige aus der Gruppe Talented Tenth um W. E. B. Du Bois, der 1895 als erster Schwarzer in Harvard promoviert worden war, dies infrage und forderten freien Zugang für die Afroamerikaner. Die American Negro Academy (ANA) bestand in Washington D. C. von 1897 bis 1928 und öffnete den schwarzen Studenten den Weg zum regulären Studium. Zu den Gründern gehörten unter anderem der Missionar Alexander Crummell.
Im 20. Jahrhundert wurde das Schulwesen an vielen Orten geprägt von den Gedanken des Bildungsreformers John Dewey, der eine wahrhaft demokratische Schule schaffen und „Demokratie als Lebensform“ lehren wollte. Sein engster Mitarbeiter war William Heard Kilpatrick, der die Projektmethode schuf. In Chicago stand die von Ella Flagg Young geleitete Laboratory School, um viele Ideen der Reformpädagogik (Progressive Education) zu erproben. Motivation sollte Zwang unnötig machen, Wahlmöglichkeiten die Interessen fördern. Die Lehrerin Helen Parkhurst entwickelte nach 1900 den Daltonplan in enger Zusammenarbeit mit Maria Montessori, auch wenn diese in den USA sonst wenige Nachahmer fand. Marietta Johnson schuf 1907 eine Reformschule in Alabama. Aus deutscher Sicht ergaben sich daraus oft sehr niedrige Ansprüche in den Fächern. Nicholas Murray Butler wurde 1901 Präsident der Columbia University in New York, wo er das Teachers College mit Dewey zum nationalen Zentrum der Reformbewegung ausbaute. Dagegen begann ausgerechnet an dessen ehemaliger Universität Chicago unter Präsident Robert M. Hutchins eine Verteidigung der höheren Bildungsansprüche (The Higher Learning in America, 1936).
Belebend wirkten die vielen (Zwangs-)Emigranten aus Europa auf die US-Hochschulen, die ihre Ideen und Theorien dort einbrachten: Dies galt besonders für die Atomphysik, aber auch für die pädagogiknahen Disziplinen wie die Psychologie und Soziologie.

## Im Kalten Krieg nach 1945
Für die US-Amerikaner wurde der Kalte Krieg auch ein Bildungswettstreit mit der Sowjetunion, den Präsident Truman mit einer neuen Kommission für die höhere Bildung unter George F. Zook einleitete. Umso härter traf sie der Sputnikschock 1957, der bei Präsident Eisenhower ein Bildungsprogramm zum Schließen der vermeintlichen Technologielücke und naturwissenschaftlichen Defizite veranlasste. Präsident Kennedy eröffnete das Bildungsfernsehen. Allmählich entwickelte sich in den 1950er und 1960er Jahren die Erziehungswissenschaft in den USA zur führenden in der Welt, wofür die empirische Ausrichtung und die enge Verknüpfung mit der Psychologie und Soziologie den Ausschlag gaben: Wichtige Forscher waren Robert F. Mager und Benjamin Bloom (Lernziel), Robert Gagné (Nine Events of Instruction, 1965), Jerome Bruner (Entdeckendes Lernen), Robert J. Havighurst (Entwicklungsaufgaben), Ulric Neisser (Kognitives Lernen) oder Richard M. Shiffrin (Gedächtnis). Der Kalte Krieg bot stets Gründe für mehr Ausgaben in Forschung und Entwicklung, auch unter militärischen Aspekten oder aus nationalen Prestigegründen wie im Weltraumprogramm der NASA. Durch viele Austauschprogramme wurden die Hochschulen internationaler, unter den Studenten wie im Lehrkörper. Für Kinder mit Handicap gab es ein wissenschaftliches Interesse im allerdings umstrittenen Milwaukee-Projekt. Um sozial benachteiligte Kinder in den Vorschulen gezielt zu unterstützen, wurde das Project Follow Through durch Präsident Johnson angeschoben, das bis 1995 lief. Doch blieb die Rassentrennung nach dem Grundsatz Separate but equal besonders in den Südstaaten (offiziell bis 1964) ein Bildungshindernis. Die soziale Distanz vergrößerte sich durch die Herausbildung privater Elitehochschulen, die sich durch scharfe Selektion und Studiengebühren (neben Stipendien) auszeichnen. Sie bilden seit den 1950er Jahren im Nordosten mit acht Universitäten die Ivy League, daneben gelten auch die Stanford University, die Caltech und die University of Chicago mit einigen anderen zur Elite gehörig. Für die staatlichen Spitzenuniversitäten gibt es die Liste der Public Ivy. Ebenso gibt es auf der Ebene der privaten High Schools eine durch Schulgebühren (Tuition) erzeugte soziale Abschottung.
Eine wachsende Zahl von Kritikern warf seit den 1970er Jahren mit Blick auf die Lernergebnisse dem staatlichen Schulsystem immer noch Schwächen vor, genügend Kenntnisse und Kompetenzen zu vermitteln. Eine Gegenbewegung setzte nach einem enttäuschenden Bildungsbericht mit dem Namen A Nation at Risk (1983) auf ein Kerncurriculum mit klaren Zielen. „Wenn eine feindliche Macht versucht hätte, uns die mittelmäßige Bildungsleistung aufzuzwingen, die heute existiert, dann hätten wir dies als kriegerischen Angriff empfunden.“ Daran waren Republikaner und Demokraten beteiligt, wie Eric Donald Hirsch und die angesehene Pädagogin Diane Ravitch. Anfangs umstritten war die Zusammenfassung der nationalen Zuständigkeiten 1980 im Bildungsministerium der Vereinigten Staaten, worin die Republikaner einen unnötigen Zentralismus erkannten.

## 21. Jahrhundert
Präsident Obamas Bildungsminister Arne Duncan begann 2009 eine Reform des US-Bildungssystems mit seiner Initiative „Race to the Top“ (Wettlauf an die Spitze), um den Blick der Bundesstaaten über das eigene Land hinaus auf die besten Bildungssysteme der Welt zu richten – durch die Einführung des Common Core. Diejenigen Bundesstaaten wurden gefördert, die bereit waren, nationale Qualitätsstandards umzusetzen, Unterrichtsinhalte zu übernehmen und sich an Tests zu beteiligen, um Schulen und Lehrer zu bewerten. 45 Bundesstaaten taten dies. Doch bei der Pisa-Studie 2018 schnitten US-Schüler erneut nur mäßig ab. Auch die Ergebnisse des National Assessment of Educational Progress, bei dem regelmäßig die Lernerfolge von Viert- und Achtklässlern erfasst werden, zeigten keine nennenswerten Fortschritte.
Daneben zeigte sich ein großer Unterschied zwischen den etablierten privaten Schulen und den öffentlichen Schulen, wohin meist Afroamerikaner, Immigranten und sozial Benachteiligte ihre Kinder schicken. Auf die Universitäten der Ivy League gehen viele Schüler aus privaten Schulen wie der Phillips Exeter Academy (New Hampshire), der Phillips Academy Andover (Massachusetts), The Lawrenceville School (New Jersey) oder der Harvard-Westlake School (Los Angeles). Damit können nur wenige öffentliche Magnetschulen oder seit den 1990er Jahren Charter Schools wie die Stuyvesant High School (New York City), Bronx High School of Science (mit den meisten Nobelpreisträgern; New York City) oder die Thomas Jefferson High School for Science and Technology (Virginia) Schritt halten.
Der Republikaner George Walker Bush jr. begann 2002 ein Programm No Child left behind! Doch die Schulen erlebten Budgetkürzungen besonders nach der Finanzkrise 2008 in nahezu allen Bundesstaaten. Als erfolgreich gelten die staatlichen Schulen in Massachusetts, New Jersey und Connecticut, das Schulsystem in Virginia wird stark von guten privaten Schulen geprägt. Minnesota weist gute Werte in der vorschulischen Bildung und Inklusion auf.
Donald Trumps republikanische Bildungsministerin Betsy DeVos setzte auf den Ausbau privater Institute (Charter School) und Bildungsgutscheine. Das Wachstum ging oft auf Kosten der öffentlichen Schulen. Präsident Bidens Bildungsminister Miguel Cardona sollte eine Wende herbeiführen, ohne große Erfolge vorweisen zu können. Linda McMahon ist 2025 die designierte Bildungsministerin des wiedergewählten Trump und setzt wieder auf Bildungsgutscheine. Der Präsident will das Ministerium abschaffen und die meisten Mitarbeiter entlassen.

### Zeitschriften
- American Educational History Journal[23]

## Einzelbelege
1. ↑  In der Quelle von 1628 ist von einer Beschulung indianischer Eingeborener durch einen Geistlichen und Missionar die Rede, womit zumindest eine schulische Institution nachgewiesen ist.
2. ↑  Boston Latin School | American secondary school. Abgerufen am 27. April 2021 (englisch).
3. 1 2  Anne M. Alexander: Die Zukunft der Universität. In: Andrew Denison et a. (Hrsg.): Länderbericht USA (= Schriftenreihe / BzpB). Band 10700. Bundeszentrale für politische Bildung, Bonn 2021, ISBN 978-3-7425-0700-6, S. 353 ff.
4. ↑  Clark Robenstine: French Colonial Policy and the Education of Women and Minorities: Louisiana in the Early Eighteenth Century. In: History of Education Quarterly. Band 32, Nr. 2, 1992, ISSN 0018-2680, S. 193–211, doi:10.2307/368985.
5. ↑  History of UGA. Abgerufen am 29. April 2021 (englisch).
6. ↑  Harvard University: Progress of the United States in population & wealth in fifty years. New York, A.M. Kelley, Bookseller, 1964 (archive.org [abgerufen am 29. April 2021]).
7. ↑  Roger L. Geiger: The History of American Higher Education: Learning and Culture from the Founding to World War II. Princeton University Press, 2016, ISBN 978-0-691-17306-1, S. 270 (eingeschränkte Vorschau in der Google-Buchsuche).
8. ↑  Roger L. Geiger: The History of American Higher Education: Learning and Culture from the Founding to World War II. Princeton University Press, 2016, ISBN 978-0-691-17306-1, S. 271 (eingeschränkte Vorschau in der Google-Buchsuche).
9. ↑  Labor of Innocents: Forced Apprenticeship in North Carolina, 1715-1919. Abgerufen am 29. April 2021.
10. ↑  Horace Mann. In: Bioguide Search. Abgerufen am 29. April 2021.
11. ↑  Edward August Krug: The Shaping of the American High School. Harper & Row, 1964 (google.de [abgerufen am 27. April 2021]).
12. ↑  Robert L. Church / Sedlak: Education in the United States : an interpretive history. Hrsg.: Internet Archive. New York : Free Press, 1976, ISBN 978-0-02-905490-1 (archive.org [abgerufen am 27. April 2021]).
13. ↑  Jürgen Oelkers: John Dewey und die Pädagogik. Beltz, 2009, ISBN 978-3-407-85886-3 (google.com [abgerufen am 11. April 2021]).
14. ↑  Statement by the President Making Public a Report of the Commission on Higher Education. | The American Presidency Project. Abgerufen am 27. April 2021.
15. ↑  A Nation at Risk: If an unfriendly foreign power had attempted to impose on America the mediocre educational performance that exists today, we might well have viewed it as an act of war. https://edreform.com/wp-content/uploads/2013/02/A_Nation_At_Risk_1983.pdf
16. ↑  Diane Ravitch: Left Back: A Century of Battles Over School Reform. Simon and Schuster, 2001, ISBN 978-0-7432-0326-5 (google.com [abgerufen am 11. April 2021]).
17. ↑  Carsten Quesel: Race to the Top. Abgerufen am 17. Dezember 2021.
18. 1 2  Heike Buchter: Miguel Cardona: Der Lehrer aus Silver City. In: Die Zeit. 2021, abgerufen am 11. April 2021.
19. ↑  USA: Von Donald Trump angekündigte Massenentlassungen in Behörden haben begonnen. In: Der Spiegel. 14. Februar 2025, ISSN 2195-1349 (spiegel.de [abgerufen am 14. Februar 2025]).
20. ↑  Radikale Maßnahme : US-Bildungsministerium entlässt fast die Hälfte seiner Mitarbeiter - WELT. Abgerufen am 12. März 2025.
21. ↑  Paul Monroe: A cyclopedia of education. Macmillan, New York 1911 (hathitrust.org [abgerufen am 26. April 2021]).
22. ↑  Sol Cohen: Education in the United States: A Documentary History. Random House, 1973, ISBN 978-0-394-49378-7 (google.de [abgerufen am 26. April 2021]).
23. ↑  Journal. Abgerufen am 26. April 2021 (englisch).